# Джулія Блу (фільм, 2018)
Джулія Блу  (англ. Julia Blue) — драматичний фільм режисерки Роксі Топорович, знятий у 2018 році. Вперше представлений 06 квітня 2018 року на міжнародному кінофестивалі у Клівленді.

## Історія створення
За інформацією видання «Нове українське кіно», «на створення фільму Роксі Топорович надихнула поїздка до України у 2014 році. Після цього вона на рік переїхала до Києва, щоб відчути всі проблеми, якими живе держава. Побачивши реалії, Роксі зрозуміла, що в США дещо по-іншому уявляють ситуацію, тому фільм став можливістю відкрити очі американцям на Україну».
Як пояснила режисерка,  назву «Julia Blue» фільм отримав, оскільки вона «хотіла, щоб героїня мала синє волосся. Власне, жовто-синє, як прапор. Тому й вирішила дати таку назву».
Зйомки фільму проходили в Україні, виключно з українськими акторами.

## Сюжет
Події фільму розгортаються в Україні  на тлі розпочатої російської збройної агресії.
Юлія, ровесниця незалежної України, навчається у Києві та, маючи хист до фотожурналістики, мріє продовжити навчання у Німеччині.
З початком війни вона йде волонтеркою до військового шпиталю де зустрічає та закохується  у Влада, солдата  з позивним «Інгліш», який перебуває на лікуванні після поранення, отриманого під час участі в АТО.
Між ними виникають стосунки, але невдовзі Юлія отримує повідомлення про можливість навчання у Німеччині, а отже постає перед вибором між коханням та мрією.

## Нагороди
- Особлива відзнака на міжнародному кінофестивалі[en] у Вудстоку, 2018[6];
- премія Арктичного кінофестивалю[en] у категорії «Найкращий фільм», 2019[7];
- премія кінофестивалю у Мистіку у категорії «Найкращий міжнародний оповідний фільм», 2019[8].